# X.25

Exemple de réseau X.25.

X.25 est le protocole de communication utilisant la commutation de paquets qui a été
standardisé par le CCITT en 1976,. La dernière recommandation Recommandation X.25 (10/96) est approuvée le 1er octobre 1996.
En France, après avoir été exploité par la société Transpac filiale de France Télécom, c'est sous sa nouvelle dénomination Orange Business Services que la commercialisation et la maintenance en a été assuré jusqu'en juin 2012, date de fin d'exploitation technique et commerciale.
Cette fermeture a entraîné l’arrêt des services minitel qui s'appuyaient sur ce réseau X.25.

## Histoire

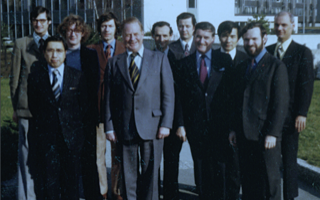
Principaux contributeurs à X.25 en mars 1976 à Genève.

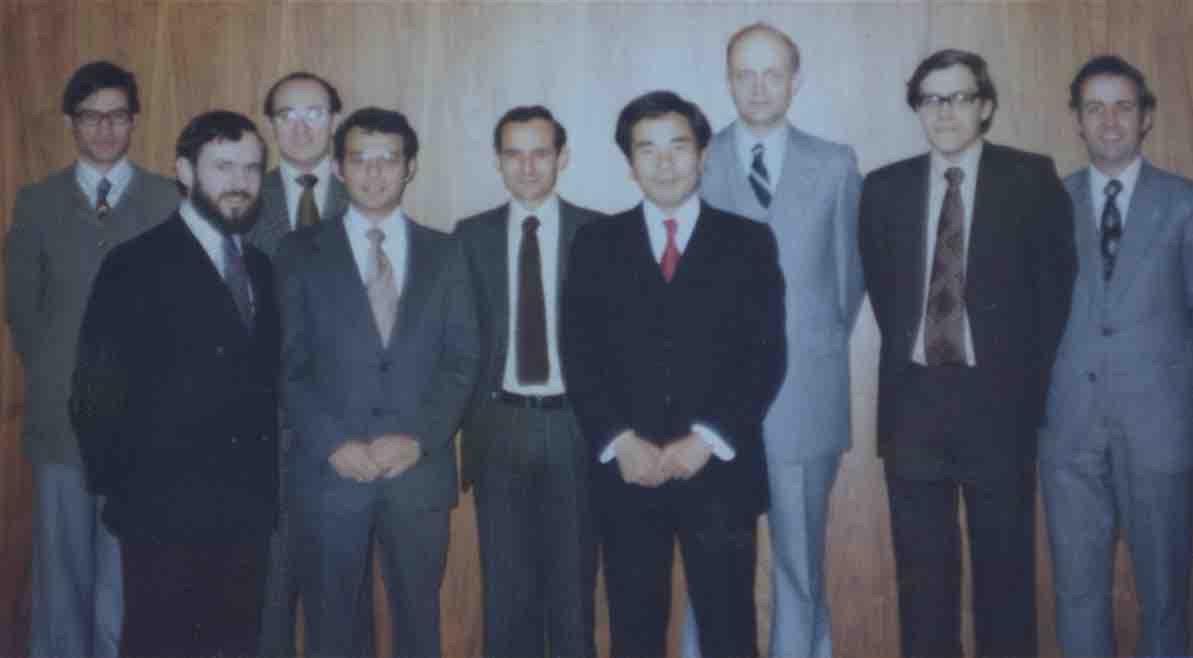
Il s'agit de représentants de PTT et d'entreprises privées qui ont défendu le développement de réseaux et de services basés sur x25 en Europe, en Amérique du Nord et au Japon.

Fin 1971, Alain Profit, responsable du projet Hermès et chef du groupement ITD (Informatique et Transmission de Données) au CNET, lance l'étude et la réalisation d'un réseau expérimental à commutation par paquets dont il confie la responsabilité à Rémi Després. Ce projet deviendra six ans plus tard la norme X.25. 
Un projet concurrent, proche de TCP/IP et appelé Cyclades, avait été créé par Louis Pouzin. Il n'a pas été retenu, ce qui explique le futur retard français dans les années 1990 en matière d'Internet.
Le choix du mode Circuit virtuel pour X.25 est notamment approuvé par Bell Canada qui, dans un premier temps, pour son projet de réseau public Datapac, avait proposé d'adopter un mode datagramme.
Le mode circuits virtuels sera celui du standard X.25 du CCITT, adopté pour les réseaux publics de transmission de données à partir de 1976, en particulier pour Transpac en France.
Le standard a X.25 été adopté en 1976 par le CCITT pour l'accès aux réseaux de transmission de données en mode paquets, fondé sur sa variante circuits virtuels.  Elle répondait aux besoins exprimés par cinq opérateurs qui voulaient offrir au plus vite un réseau public adapté aux besoins des échanges informatiques (accès de terminaux à des ordinateurs distants, et échanges entre ordinateurs) : Transpac pour la France, Datapac pour le Canada, Telenet pour les États-Unis, NTT pour le Japon, et Euronet pour les échanges intra-européens. Leurs ingénieurs, dans le cadre de la Commission d'étude VII du CCITT et avec la coopération d'ingénieurs d'autres pays, ont finalisé sa spécification en mars 1976 à Genève. 
En 1977, une nouvelle société d'économie mixte, filiale de la Direction Générale des Télécommunications est chargée de l'exploitation et de la commercialisation du réseau public Transpac, réseau de transmission de données au protocole X.25 couvrant tout le territoire français.
Transpac a été utilisé pour l'annuaire électronique (par minitel) ainsi que par les distributeurs de billets et les terminaux de paiement bancaires.
Le chiffre d'affaires de Transpac était de 550 MF en 1984, avant de dépasser les 2 milliards de francs en 1987.
X.25 a été progressivement supplanté par les protocoles IP et TCP d'Internet, publiés en 1981 (RFC 791 et RFC 793).  
Le protocole X.25 était aussi utilisé dans des réseaux tels que le réseau allemand de transmission de données « Datex-P », le réseau de la navigation aérienne français, dans le protocole radio AX.25 (utilisé par les radioamateurs, et notamment pour l'APRS), ainsi que dans beaucoup d'établissements bancaires (protocole ETEBAC) pour gérer les guichets automatiques bancaires. En 2013, l'utilisation de ce protocole est devenu anecdotique (encapsulation de type X.25 over TCP/IP).
En France, le dernier commutateur X.25 public a été éteint le 12 mai 2017,.
Le protocole X.25 peut continuer à être utilisé en surcouche d'IP (voir encapsulation).

## Couches
X.25 intègre les trois couches basses du modèle OSI (Open Systems Interconnection) :
- niveau 1 : couche physique ;
- niveau 2 : couche liaison ;
- niveau 3 : couche réseau.

X.25 définit l'interface entre un ETTD (Équipement terminal de traitement de données) et un ETCD (Équipement terminal de circuit de données) pour la transmission de paquets. Il fixe donc les règles de fonctionnement entre un usager du réseau et le réseau lui-même. La recommandation X.121 est utilisée pour l'adressage.